# 서울청계초등학교
서울청계초등학교는 대한민국 서울특별시 노원구 중계동에 있는 공립 초등학교이다.

## 학교 연혁
- 1895년 9월 1일 관립수하동소학교 개교(중구 수하동옛 도화서 터[1])
- 1911년 11월 1일 수하동공립보통학교(4년제) 개칭[2]
- 1930년 9월 1일 청계공립보통학교로 개칭
- 1934년 4월 1일 6년제로 연장
- 1938년 4월 1일 경성청계공립심상소학교로 개칭[3]
- 1941년 4월 1일 경성청계공립국민학교로 개칭[4]
- 1956년 2월 9일 서울청계국민학교로 개칭
- 1969년 11월 5일 제60회 졸업식을 끝으로 폐교(연인원 10,440명)
- 1992년 5월 6일 현 위치에서 개교식
- 1996년 3월 1일 서울청계초등학교로 개칭[5]
- 2011년 1월 31일 자료실 리모델링 및 학습준비물 지원센터 설치
- 2011년 10월 30일 초등돌봄교실 수면실 공사 완료
- 2012년 2월 9일 도담관 준공
- 2015년 12월 1일 제3회 푸른꿈 전국동요합창대회 금상 수상
- 2015년 12월 28일 수하동 청계초등학교 학적자료(남산초에 있던 자료) 이관
- 2016년 9월 9일 SW교육을 위한 미래형 교실(꿈나래실) 구축
- 2016년 10월 17일 야외교실(꿈마당) 구축
- 2016년 12월 15일 역사의 벽 구축, 역사관 개관식[6][7]
- 2016년 12월 29일 교육과정우수학교 교육장 표창
- 2017년 8월 31일 도서실 확장 및 리모델링
- 2018년 9월 1일 제10대 김명일 교장 부임
- 2018년 11월 5일 모래놀이장 고무경계블럭 설치
- 2019년 3월 4일 꿈을 담은 돌봄교실 증설
- 2020년 2월 12일 제88회 졸업식(96명, 총 14802명)
- 2021년 1월 28일 학생용 사물함 교체
- 2021년 2월 10일 제89회 졸업식(64명, 총 14866명)

## 학교 상징
- 교화(校花) - 개나리 : 강건하고 희망차며 강인한 생활력을 지니고 나라를 사랑하는 마음을 가진 꽃이다.
- 교목(校木) - 은행나무 : 곱고 아름다운 은행잎처럼 고상한 멋을 지니고 늘 푸른 꿈을 가꾸는 청계어린이를 뜻한다.

## 참고 자료
- 서울청계초등학교 - 한국교육학술정보원 학교알리미